# 卡瓦纳斯
卡瓦内斯，是西班牙加泰罗尼亚赫罗纳省的一个市镇。总面积15平方公里，总人口759人（2001年），人口密度51人/平方公里。